# Borgo Priolo
Borgo Priolo (Burgpariȫ in dialetto oltrepadano) è un comune italiano di 1 233 abitanti della provincia di Pavia in Lombardia. È situato nell'area collinare dell'Oltrepò, nella valle del torrente Coppa.
Borgo Priolo è il comune capofila, e quindi ne fa parte, dell'organizzazione Distretto commerciale dei borghi e dei castelli.

## Geografia fisica
Il comune di Borgo Priolo è situato nella parte centro-ovest della provincia di Pavia e nella parte sud dell'oltrepò pavese.
Il territorio borgopriolese si divide in tre parti: la parte pianeggiante, la parte di bassa e media collina e infine la fascia di alta collina.
La prima parte si estende dalla frazione di Rivazza fino ad arrivare al capoluogo del comune cioè Borgo Priolo; questa parte contiene le frazioni di Rivazza, Cappelletta, in buona parte Torchi e il capoluogo di comune. Questa fascia è la più industrializzata del comune; soprattutto al confine tra Rivazza e Cappelletta, e al centro del comune. La peculiarità di questa zona è che si trova tra due colline: il monte Ceresino e Torre del Monte.da questa zona passa la SP 203.
La seconda fascia è formata dalle colline che sono intorno alla parte paineggiante, e da alcune frazioni confinanti con Borgoratto Mormorolo.
Questa fascia contiene le frazioni di: Torrazzetta ed Olesi; e quindi tutte le località della collina del Barco, la frazione Fornace ed Isola, Galà, Ghiaia dei Risi, Casa Boatti ed alcune località nei dintorni, Casa Perotti, Torchi, Pianetta ed alcune altre località come Ca de Bottazzi. In questa zona è prevalentemente sviluppato il turismo e la viticoltura. La terza fascia si trova all'estremo sud del comune, cioè la zona confinante con i comuni di: Fortunago, Rocca Susella, Montesegale e in parte Borgoratto, Torrazza Coste, Calvignano e Montalto P. Anche in questa fascia prevale la viticoltura, il turismo e il settore primario.
Questa zona comprende le frazioni di: Stefanago, Arpesina, Biancanigi, Schizzola ed altre località nei dintorni, Staghiglione, Ca de Bergognoni ed altre località. Le cime più alte del comune si trovano in questa zona; il Monte Reale (489 m), Monte Morino (482 m), Monte Rivalunga (482 m) e Monte Fratello (388 m).
Per quanto riguarda l'idrografia: l'unico lago presente nel comune è il "Lago della Cava" situato nella frazione di Casa Vescovo.
Mentre, per quanto riguarda i fiumi, il più importante è il Coppa poi come altro fiume in questo comune c'è l'affluente più importante e più lungo del Coppa, cioè lo Schizzola.
Altri torrenti sono: Ghiaia di Borgoratto ed il Ghiaia di Montalto, che arrivato in territorio Borgopriolese prende il nome di Ghiaia dei risi.

## Storia
Il comune di Borgo Priolo fu costituito nel 1928 con l'unione dell'antico comune di Torre del Monte con quello di Staghiglione.
La località è citata per la prima volta nel 1250, nell'elenco delle terre dell'Oltrepò Pavese, come Burgum Pirrioli cum Monte Santa Marie, ove il secondo toponimo indica l'attuale Torre del Monte. 

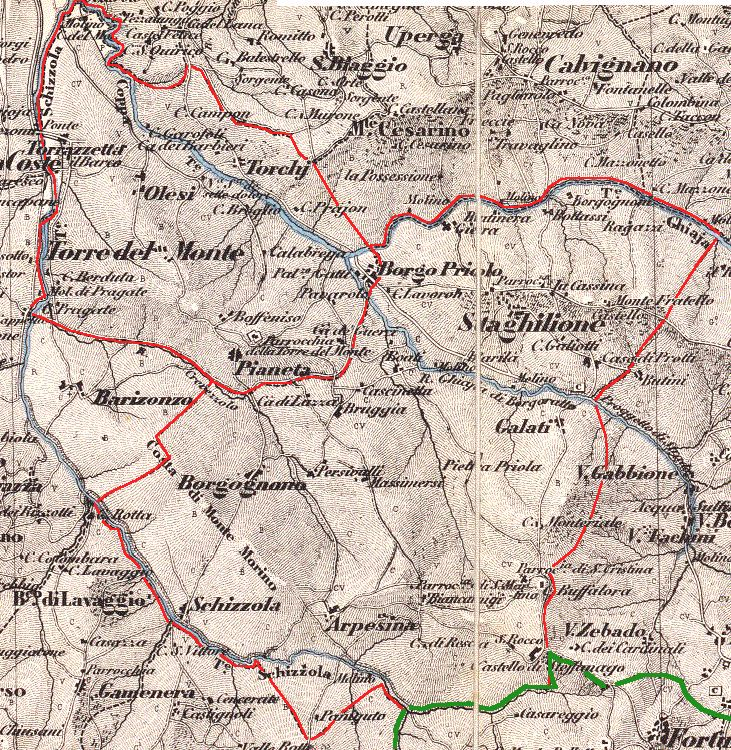
I comuni di Staghiglione e Torre del Monte nel XIX secolo

- Torre del Monte (CC L261), noto fin dal 1111, era il centro principale della zona già nel 1164, quando fu unito al territorio pavese. Nella prima parte del XII secolo Torre del Monte comprendeva il comune di Calvignano e tutte le sue frazioni. Nel 1181 Calvignano si distacca dal comune di Torre del Monte. Nel 1466 è compreso nel feudo di Casteggio, ma pochi anni dopo viene aggregato a quello di Montebello, appartenente ai Beccaria. Dopo l'estinzione (1629) dei Beccaria di Montebello, il feudo passò ad alcuni signori spagnoli, ma nel 1650 Torre del Monte ne fu smembrato, passando successivamente ai Dal Pozzo, ai Beccaria del Mezzano (nel 1692) e infine ai conti Dàttili, mentre le frazioni Torrazzetta e Òlesi dal 1692 erano state infeudate ai Paleari. Il territorio di Torre del Monte comprendeva anche Borgo Priolo, Òlesi, Torrazzetta (già Torrazza Ruino e Torrazzetta Paleari), Boffinisio, Cà de' Guerci, Pianetta. La sede del comune era in località Torre Bianchina. A metà degli anni quaranta la ormai frazione Torre del Monte cambia nome in Cappelletta.

Il comune di Borgo Priolo, all'inizio del 2011, costituisce un'organizzazione con altri 6 comuni.
Borgo Priolo è il capofila di questa organizzazione, chiamata "Distretto commerciale dei Borghi e dei Castelli".

### Simboli
Lo stemma e il gonfalone sono stati concessi con decreto del presidente della Repubblica del 19 gennaio 1999.
Il gonfalone è un drappo di bianco.

## Monumenti e luoghi di interesse
- Castello di Stefanago

## Società

### Evoluzione demografica
Abitanti censiti

## Geografia antropica

### Frazioni
Arpesina, Biancanigi, Boffenisio, Ca de' Bergognoni, Ca de' Gallotti, Ca de' Guerci, Ca Percivalle, Cappelletta, Casa Perotti, Fornace, Galà, Ghiaia dei Risi, Òlesi, Pianetta, Rivazza, Schizzola, Staghiglione, Stefanago, Torrazzetta, Torre Bianchina, Torre del Monte.

#### Casa Perotti
È un piccolo borgo rurale posto a mezza collina tra i vigneti, al confine con il contiguo comune di Borgoratto Mormorolo. Le persone che vi abitano sono appena otto ed occupano solo sei delle case esistenti. Il centro del borgo è occupato da un vecchio castello quattrocentesco, ristrutturato alla metà degli anni novanta del novecento.

#### Cassinone
È una piccola località situata al confine tra il comune di Borgo Priolo e quello di Torrazza Coste, nelle vicinanze del borgo di Pragate e del torrente Gravenzola, sovrastata dalla collina boscosa del Barco. È abitato da 10/20 persone in sei case. L'area è fortemente coltivata a vigneti di qualità (bonarda, moscato).

#### Rivazza
È una frazione a circa 6 km a nord da Borgo Priolo, a 105 metri sul livello del mare. La Rivazza è la seconda frazione più popolata di comune con 125 abitanti.
Il settore più sviluppato è il terziario (come nelle frazioni di Torrazzetta e di Cappelletta) ma è abbastanza sviluppato anche il settore secondario, grazie alla fabbrica di calcestruzzo dei Franzosi.

#### Torchi
È un piccolo borgo situato in prossimità di Cappelletta, tra le due rive del torrente Coppa. Abitato da circa venticinque persone in 10/12 case. La zona è dedicata principalmente alla coltura della vite, tanto che lì sorge l'Azienda Vitivinicola Percivalle, particolarmente rinomata nella zona.

#### Torrazzetta
Torrazzetta è una frazione di 42 abitanti di 2,35 km², a circa 4,5 km dal centro, situata a 130/140 m s.l.m.. Il settore più sviluppato è il terziario (come nelle frazioni di Cappelletta e Rivazza).
In questa frazione è presente la Villa-Castello di Torrazzetta, una dimora storica che in passato è stata residenza di famiglie nobiliari, in particolare dei Marchesi Serra che vi hanno dimorato fino alla metà del secolo scorso. Fu inoltre visitata da Napoleone III nel 1859.
Il complesso edificato consiste in una costruzione principale, rappresentata da una torre quadrangolare, con sezioni di notevole spessore alla quale si appoggiano la cappella gentilizia, di costruzione seicentesca e la sontuosa villa padronale la cui edificazione venne ultimata nella seconda metà dell'Ottocento. A completamento, vi sono due fabbricati accessori. La Villa-Castello è oggi di proprietà della Fondazione don Niso Dallavalle che la utilizza sia per convegni e cerimonie (edificio storico) sia per attività religiose e spirituali. La Villa Castello ospita la Comunità Religiosa Rosa Mistica.

## Amministrazione

### Comunità montane
Fa parte della Comunità Montana Oltrepò Pavese.